# Dermatemydidae
Dermatemydidae là một họ rùa. Họ này được John Edward Gray đặt tên vào năm 1870, và chỉ còn 1 chi tồn tại là Dermatemys.

## Phân loại
- †Baptemys[2][3]
- †Compsemys[4]
- Dermatemys[1]
- †Lindholmemydinae[5]
- †Peshanemys[6]
- †Trachyaspis[7]
- †Tsaotanemys[8]